# Gasolina (Daddy Yankee)
Gasolina (in italiano: "benzina") è un singolo dell'artista reggaeton Daddy Yankee, estratto dall'album Barrio fino nel 2005.

## Descrizione
La canzone è diventata molto popolare nella primavera 2005 diventando un tormentone del periodo in Porto Rico, nell'America Latina, gli Stati Uniti d'America, il Canada, il Giappone, l'Australia e tutta l'Europa e ha contribuito al grande successo riscosso negli anni 2000 dal genere. Il singolo ha raggiunto la posizione numero 32 negli Stati Uniti mentre è arrivata alla numero 5 in Irlanda e Regno Unito. Ha raggiunto la prima posizione della classifica di vendite in Messico e in Colombia e della classifica "Billboard Hot Latin Tracks".

## Classifiche
| Classifiche (2004-23)     | Posizione massima |
| ------------------------- | ----------------- |
| Australia                 | 9                 |
| Cile                      | 2                 |
| Danimarca                 | 2                 |
| Europa                    | 8                 |
| Francia                   | 12                |
| Germania                  | 7                 |
| Grecia                    | 7                 |
| Irlanda                   | 5                 |
| Italia                    | 2                 |
| Nicaragua                 | 5                 |
| Norvegia                  | 4                 |
| Paesi Bassi               | 29                |
| Regno Unito               | 5                 |
| Stati Uniti               | 32                |
| Stati Uniti (latin)       | 17                |
| Stati Uniti (pop 40)      | 37                |
| Stati Uniti (pop 100)     | 68                |
| Stati Uniti (rap)         | 10                |
| Stati Uniti (R&B/hip-hop) | 53                |
| Stati Uniti (rhythmic)    | 11                |
| Stati Uniti (ringmasters) | 3                 |
| Svezia                    | 44                |
| Svizzera                  | 5                 |
| Venezuela                 | 4                 |